# Lednický ostrov
Lednický ostrov (polsky Ostrów Lednicki) je název ostrova na jezeře Lednica ve Velkopolském vojvodství v Polsku. Název zároveň označuje raně středověké archeologické lokality, která se nachází na stejnojmenném ostrově. Dle některých pramenů se zde měl konat akt svěcení Polska.

## Historický význam

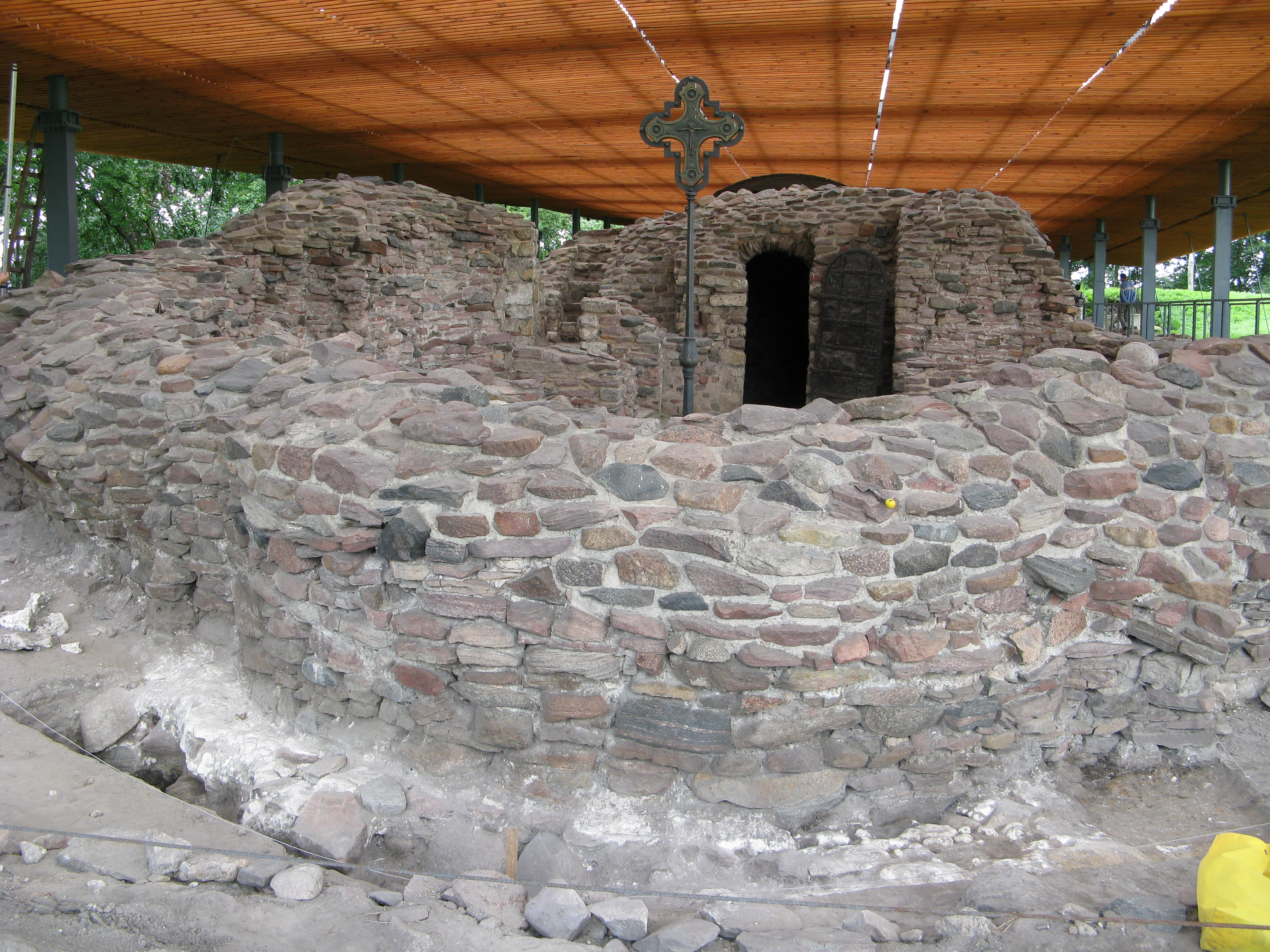
Pozůstatky paláce s kaplí v popředí.

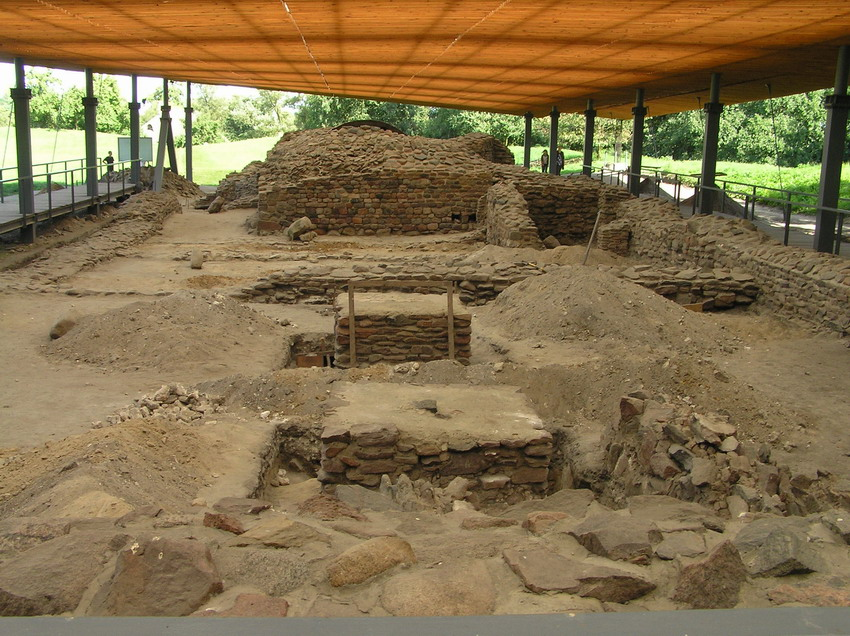
Pozůstatky paláce.

Jde o jedno z nejdůležitějších míst v dějinách Polska. Za panování Měška I. a Boleslava Chrabrého se zde nacházelo jedno z hlavních obranných a administrativních středisek Polska. Ostrov ležel blízko důležitého strategicko-obchodního pozemního a vodního koridoru mezi městy Poznaň a Hnězdno v centru území kmene Polanů. Zachovaly se zde pozůstatky hradiště a nejstarší předrománské architektury v Polsku. Jedná se o sakrální palácovou stavbu s nádržemi určenými ke křtění (baptisteria) a samostatně stojící hřbitovní kostel s hroby v lodi a přístavcích. Oba objekty byly postaveny v době panování Měška I. (před rokem 966).
Na jižní straně ostrova se nacházelo hradiště. Obklopoval ho dřevozemní val s délkou přibližně 500 m. Jeho současná maximální výška dosahuje 8 m, ale dříve mohl dosahovat až 12 m. Na budovu bylo využito dřevo z povrchu přibližně 800 hektarového lesa. Výrazný překop v severní části valu označuje místo dávné vstupní brány ze strany podhradí. Uvnitř hradiště se nacházejí pozůstatky dvou budov. Paláce s kaplí (jižně) a hřbitovního kostela (severně). Palác a k němu z východní strany přináležející kaple s průměrem 11,5 m byly vybudovány ve stejnou dobu, kolem let 963 až 966, z místního skalního materiálu štípaného na ploché ploténky a spojovaného sádrou.